# Marie-Josée Gibeau
Marie-Josée Gibeau-Ouimet (Lachine, 2 de noviembre de 1972) es una deportista canadiense que compitió en piragüismo en la modalidad de aguas tranquilas.
Ganó cuatro medallas en el Campeonato Mundial de Piragüismo entre los años 1995 y 1998. En los Juegos Panamericanos consiguió cuatro medallas, en los años 1995 y 1999.

## Palmarés internacional
| Campeonato Mundial   | Campeonato Mundial        | Campeonato Mundial | Campeonato Mundial |
| Año                  | Lugar                     | Medalla            | Competición        |
| -------------------- | ------------------------- | ------------------ | ------------------ |
| 1995                 | Duisburgo (Alemania)      | Medalla de oro     | K2 200 m           |
| 1995                 | Duisburgo (Alemania)      | Medalla de oro     | K4 200 m           |
| 1997                 | Dartmouth (Canadá)        | Medalla de plata   | K4 200 m           |
| 1998                 | Szeged (Hungría)          | Medalla de oro     | K2 200 m           |
| Juegos Panamericanos |                           |                    |                    |
| Año                  | Lugar                     | Medalla            | Competición        |
| 1995                 | Mar del Plata (Argentina) | Medalla de oro     | K4 500 m           |
| 1995                 | Mar del Plata (Argentina) | Medalla de plata   | K2 500 m           |
| 1999                 | Winnipeg (Canadá)         | Medalla de oro     | K2 500 m           |
| 1999                 | Winnipeg (Canadá)         | Medalla de oro     | K4 500 m           |